# Rogelio Ricardo Livieres Plano

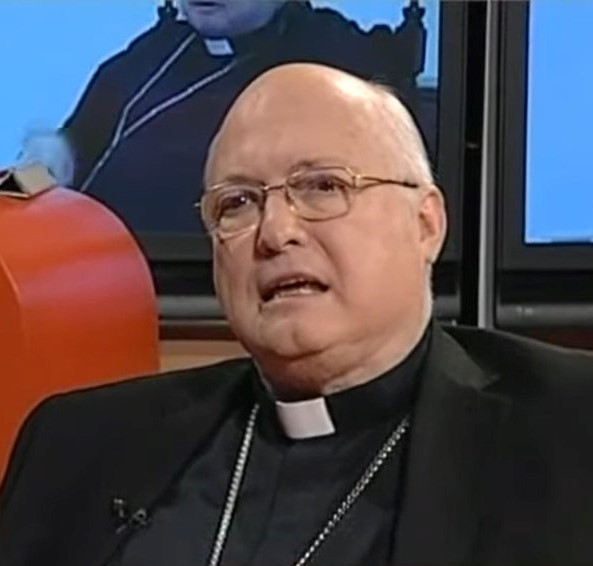
Rogelio Livieres (2014)

Rogelio Ricardo Livieres Plano (* 30. August 1945 in Corrientes; † 14. August 2015 in Buenos Aires) war ein argentinischer Geistlicher und Bischof von Ciudad del Este in Paraguay.

## Leben
Rogelio Ricardo Livieres Plano trat dem Opus Dei bei und empfing am 15. August 1978 die Priesterweihe.
Papst Johannes Paul II. ernannte ihn am 12. Juli 2004 zum Bischof von Ciudad del Este. Die Bischofsweihe spendete ihm der Erzbischof von Asunción, Eustaquio Pastor Cuquejo Verga CSsR, am 3. Oktober desselben Jahres; Mitkonsekratoren waren Ignacio Gogorza Izaguirre SCI di Béth, Bischof von Encarnación, und Catalino Claudio Giménez Medina, Bischof von Caacupé.

### Kontroverse um Carlos Urrutigoity
Im Jahre 2012 ernannte Livieres Plano den Priester Carlos Urrutigoity zum Generalvikar seiner Diözese, obwohl Urrutigoity in den Vereinigten Staaten zehn Jahre zuvor wegen sexuellen Missbrauchs angeklagt worden war. Das Verfahren war eingestellt worden, nachdem das Bistum Scranton, dessen Priester Urrutigoity seinerzeit war, sich zur Zahlung einer Entschädigung in Höhe von 450.000 Dollar verpflichtet hatte. Livieres Plano nahm Urrutigoity gegen die Missbrauchsvorwürfe in Schutz. Eustaquio Pastor Cuquejo Verga, den Erzbischof von Asuncion, der eine Untersuchung der Sache anstrengte, bezeichnet Livieres Plano öffentlich als homosexuell.
Daraufhin ordnete Papst Franziskus im Juli 2014 eine Apostolische Visitation durch Kurienkardinal Santos Abril y Castelló an. Von Livieres Plano angesetzte Priesterweihen wurden von Abril ausgesetzt. Bischof Livieres sprach davon, dass „Bischöfe ihn vor dem Nuntius verleumdet“ hätten. Der Fall Urrutigoity sei nur ein „Vorwand“. Urrutigoity wurde im Sommer 2014 von Bischof Livieres von seiner Funktion als Generalvikar entbunden.

### Amtsenthebung
Am 25. September 2014 verfügte Papst Franziskus ohne Angabe eines Grundes die Amtsenthebung Livieres als Bischof von Ciudad del Este. In der vatikanischen Emeritierungsverlautbarung hieß es, die „gravierende Entscheidung (...) ist vom höheren Wohl der Einheit der Kirche von Ciudad del Este und der bischöflichen Gemeinschaft von Paraguay geleitet“. Bischof Livieres war nach Rom gerufen worden, während seine Emeritierung bekanntgegeben und in Ciudad del Este an der bischöflichen Residenz die Schlösser ausgetauscht wurden. Trotz mehrfacher Bitte, von Papst Franziskus empfangen zu werden, um zu erfahren, was ihm vorgeworfen werde, und sich gegebenenfalls verteidigen zu können, verweigerte ihm der Papst eine Audienz. In einer Stellungnahme sprach Bischof Livieres von einer „Intrige anderer Bischöfe“.
Nach seiner Emeritierung war Bischof Livieres publizistisch tätig, vor allem als Autor für die spanischsprachige Nachrichtenseite Adelante la Fe. Am 14. August 2015 verstarb Livieres Plano in der argentinischen Hauptstadt Buenos Aires.